# Ретшаг
Ретшаг (мађ. Rétság) град је у крајње северној Мађарској. Ретшаг је град у оквиру жупаније Ноград.
Град је имао 3.009 становника према подацима из 2008. године.

## Географија
Град Ретшаг се налази у крајње северном делу Мађарске, близу границе са Словачком . Град је од престонице Будимпеште удаљен око 60 километара северно.
Ретшаг се налази у јужном, мађарском подручју Татри. Надморска висина места је око 185 m. Око града се издижу побрђа Черхат и Бержењ.

## Галерија
- Римокатоличка црква у граду
- Старо здање
- Железничка станица Ретшаг